# Аудіофіл
Аудіофіл (від лат. audio — «чую» і дав.-гр. φιλ — «любити») — людина, яка любить високоякісну звукову апаратуру.
Термін часто плутають з «меломаном», але його правильніше використовувати для любителів музики взагалі. Аудіофіли воліють найточніші аудіо-репродукції, виставляючи максимальні вимоги як до апаратури, так і до місця (приміщення) для прослуховування, як до їх звукових якостей, так і до естетики[джерело?] (геометрична симетричність обох трактів, звукоізоляція від сторонніх шумів). В промисловості подібна техніка називається Hi-End і виробляється дрібносерійно або одинично, часто — самими аудіофілами.

## Цікаві факти
Як показують сліпі тести, на слух складно відрізнити різницю якості звучання апаратури, підключеної за допомогою різних кабелів. Тим не менш, це не означає, що різниці немає. Така відмінність цілком очевидна при використанні кабелів з низькоякісної оплітки, або зі з'єднувачами, які знаходяться в поганому стані (окислення, забруднення тощо). У той же час, визначити різницю між недорогим, але якісним кабелем з простої міді, і кабелем зі срібла з сердечником з оптоволокна (яке там виконує не більше ніж декоративну роль), звичайно ж, неможливо.

## Релігія
Аудіофілія все більше і більше починає нагадувати релігію. І дійсно — часто люди, які вірять у щось, бачать і чують дива. Так аудіофіли можуть «почути нове» в улюблених аудіозаписах, при зміні пристроїв відтворення або посилення сигналу (часто при зміні з'єднувальних кабелів або навіть положення штекера в розетці 220 вольт). При цьому інструментальні виміри показують, що дана інформація вже містилася в звуковому тракті. Це явище широко відоме в психоакустиці і пояснюється тим, що мозок людини в «нормальному» стані фільтрує сигнал і на свідомому рівні сприймає тільки його основну частину. Коли відбувається зміна техніки — аудіофіл з самого початку готується і налаштовується на те, що «почує нове» і, природно, мозок починає пропускати в «усвідомлений режим сприйняття» нові дані. При цьому дійсно можна почути щось нове. Частково це теж пояснюється вартістю апаратури. Коли ціна на компонент починає бути істотною і значущою — дуже хочеться переконати себе в тому, що гроші не дарма витрачені.